# Chris Norman

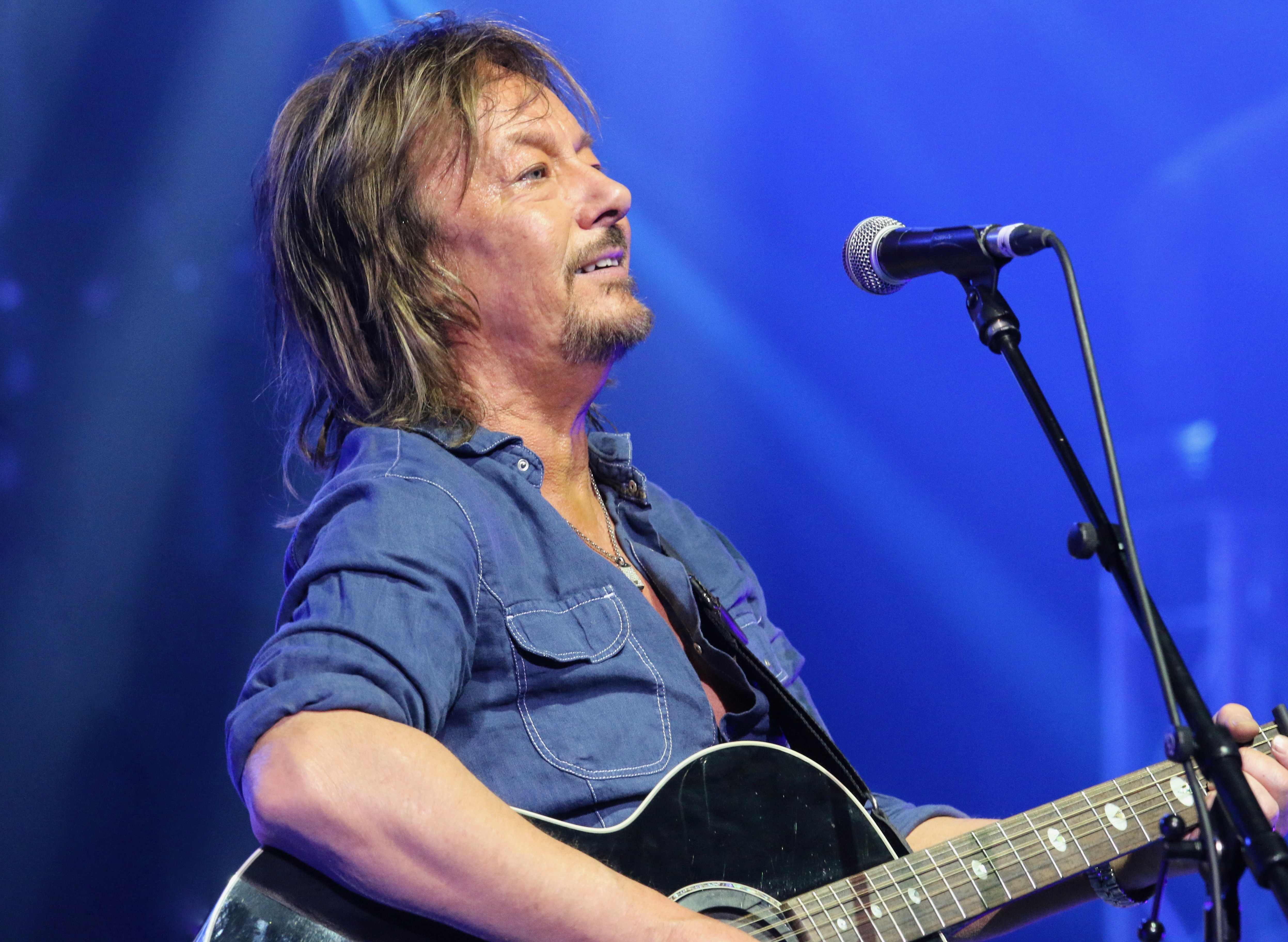
Chris Norman, 2018

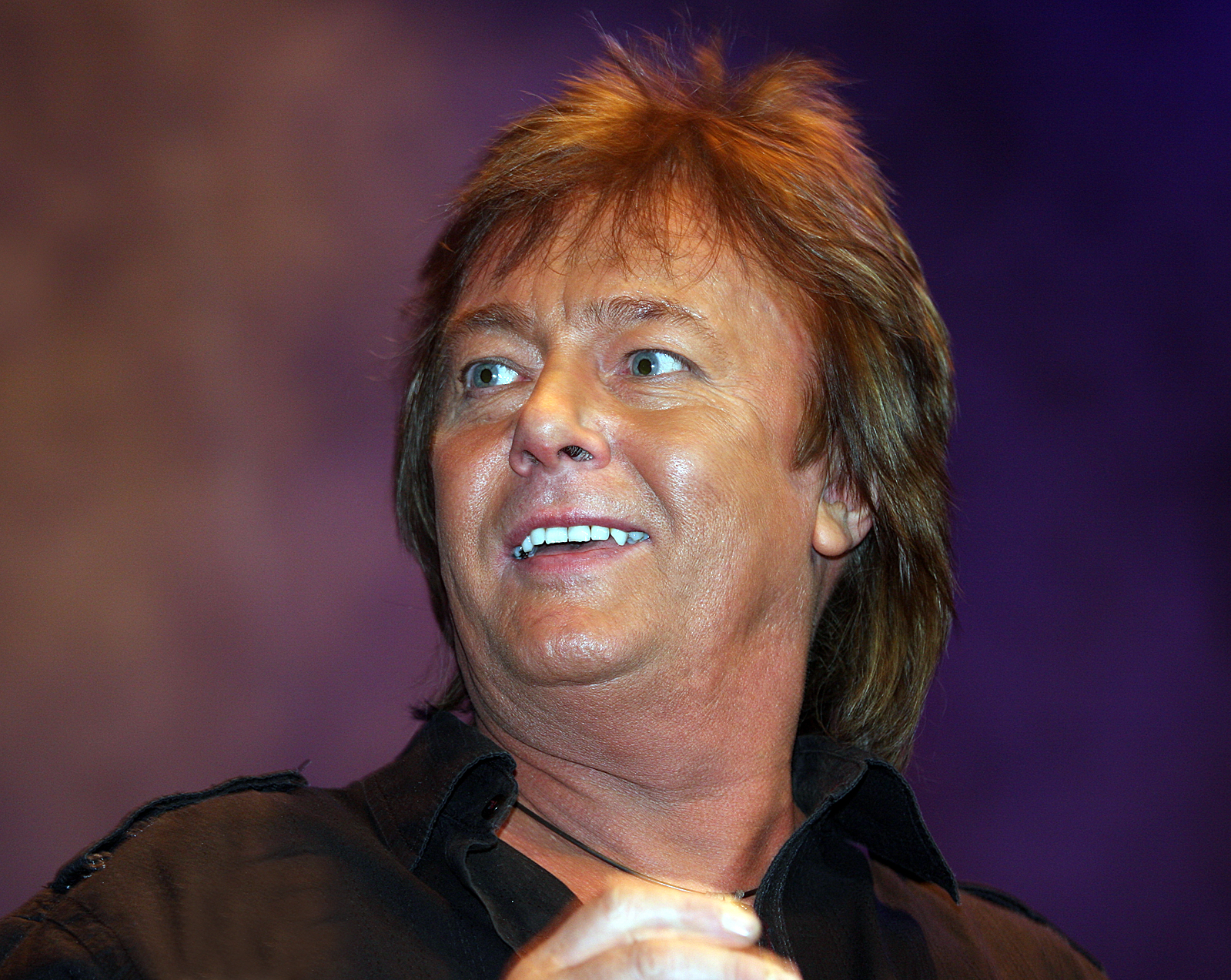
Chris Norman, 2008

Christopher Ward „Chris“ Norman (* 25. Oktober 1950 in Redcar, England) ist ein britischer Singer-Songwriter. Von 1975 bis 1986 war er Sänger und Gitarrist der britischen Pop-/Rockband Smokie.

## Karriere mit Smokie
1972 gründeten Chris Norman, Alan David Silson und Terence „Terry“ David Uttley die Band The Yen, aus der dann nach mehreren Namensänderungen Smokie wurde. 1974 erhielten sie einen Plattenvertrag und wurden schnell populär.
Mit der Single If You Think You Know How to Love Me wurde Norman mit Smokie über Nacht in Großbritannien berühmt. Unter anderem mit Living Next Door to Alice verzeichnete die Band weitere Erfolge und landete internationale Hits. 1982 trennten sich Smokie, kamen 1985 wieder zusammen und gingen auf Tournee. 1986 trennte sich Chris Norman endgültig von der Gruppe.

## Solokarriere
1978 nahm Chris Norman mit Suzi Quatro das Lied Stumblin’ In auf, das vor allem in Deutschland ein großer kommerzieller Erfolg wurde. Mit Pete Spencer konzentrierte sich Norman darauf, Lieder für andere Künstler zu produzieren; darunter war 1979 der Titel Head over Heels in Love von Kevin Keegan, der Platz 31 der britischen und Platz zehn der deutschen Singlecharts erreichte. Außerdem arbeitete Chris Norman mit Agnetha Fältskog von ABBA an ihrem Soloalbum; ferner für Donovan.
1986 war Chris Norman als Solosänger mit Midnight Lady, dem Titellied der Schimanski-Tatort-Folge Der Tausch erfolgreich. Dieses von Dieter Bohlen geschriebene Lied war sechs Wochen Platz 1 in Deutschland und verkaufte sich rund 900.000 Mal. 1988 war Chris Norman mit Broken Heroes, einer weiteren Produktion von Bohlen, erfolgreich. Der Song erreichte Platz 3 der deutschen Charts und war als Titelsong im Schimanski-Tatort Gebrochene Blüten zu hören.
Nach der Zusammenarbeit mit Bohlen wurde es ruhiger um Chris Norman; dennoch veröffentlichte er nahezu jedes Jahr ein Album. 1994 arbeitete Norman erneut mit Bohlen für den Soundtrack zu der ZDF-Serie Die Stadtindianer zusammen.
In den 1990er Jahren arbeitete Chris Norman mit diversen Produzenten, u. a. David Brandes, der auch Send a Sign to My Heart, ein Duett mit Lory Bianco, schrieb. Einige seiner Songs schrieb Chris Norman auch selbst. Sein größter Erfolg war die Single Sarah in den 1980er Jahren. 1992 wiederholte er seine Zusammenarbeit mit Suzi Quatro für die Single I Need Your Love, die von ihm selbst geschrieben und auf Brandes Label Icezone Music veröffentlicht wurde.
1995 wurde Chris Norman vom amerikanischen Musikkanal CMT für seine Videos Jealous Heart und The Growing Years (in Großbritannien erschienene Singles) zum „Videokünstler des Jahres“ gewählt. Ebenfalls 1995 produzierte Chris Norman für Cynthia Lennon, die erste Ehefrau seines großen Idols John Lennon, die Lieder Those Were the Days und seinen eigenen Titel Walking in the Rain. Die Single erschien bei seinem eigenen Label Dice Music LTD in Großbritannien.
1996 sang Chris Norman den Titelsong Fearless Hearts für die deutsche Fernsehserie Alarm Code 112.
Auf dem Album Christmas Together, das Chris Norman zusammen mit den Riga Dome Boys Choir aufnahm, sang er erstmals klassische Lieder, darunter die lateinische Hymne Panis Angelicus; das Album wurde in Lettland „Album des Jahres“.
Chris Normans Album aus dem Jahr 2003 ist Handmade. Es enthält auch Angel of Berlin von Robin Grubert, das ein Jahr später von dem Star-Search-Gewinner Martin Kesici als Single veröffentlicht wurde und Platz 1 der deutschen Singlecharts erreichte.
2004 gewann Chris Norman die ProSieben-Show Comeback – Die große Chance und veröffentlichte im Anschluss die Single Amazing, die es bis in die Top Ten schaffte. Dies bedeutete seinen größten Erfolg seit Broken Heroes 1989. Das Album Break Away und eine Tour folgten. Im selben Jahr bekam Chris Norman seinen eigenen Stern auf dem „Walk of Fame“ in Wien (Österreich) und wurde zudem vom deutschen Sender Radio Regenbogen mit dem Preis für die beste männliche Stimme ausgezeichnet.
Im April 2005 wurde die DVD One Acoustic Evening mit Konzertausschnitten und Interviews veröffentlicht. Diese stieg in den deutschen DVD-Charts auf Platz 5 und in Österreich auf Platz 8. Im November und Dezember 2007 war Chris Norman mit seinem Akustik-Album Close Up auf Tour durch Deutschland und Österreich. Begleitet wurde er auf dieser Tour vom Fiorini Quartett.
Im Rahmen einer Verlosung des Bayerischen Rundfunks mit dem Titel Bayern-1-Wohnzimmertour, an der auch andere bekannte Musiker teilnahmen, absolvierte Norman im November 2007 einen acht Songs umfassenden Auftritt.
Sein Album The Hits! From His Smokie and Solo Years inklusive einer DVD Live in Berlin, Acoustic Tour 2007 wurde am 13. Februar 2009 veröffentlicht und erzielte Goldstatus. 2009 erfolgte eine Tournee durch Europa und Australien, 2010 tourte Norman durch Russland.
2011 erschien sein Album Time Traveler, 2013 das Album There & Back und 2015 Crossover. Im September 2017 folgte das Album Don’t Knock the Rock. Im Dezember 2021 erschien das Studioalbum Just A Man, das er zusammen mit seinem alten Wegbegleiter Mike Chapman produziert hat. Im Februar 2024 ist das neue Studioalbum "Junction 55" veröffentlicht worden. Chris sagt über das Album: "Der Titel „Junction 55“ spiegelt die Tatsache wider, dass ich an einem neuen Punkt in meiner Karriere stehe und es nun 55 Jahre her ist, dass ich professioneller Musiker wurde."

## Privatleben
Am 27. Oktober 2001 kam Normans Sohn Brian bei einem Motorradunfall ums Leben. Durch diesen Verlust geprägt, engagiert er sich als ehrenamtlicher Botschafter der Stiftung Kinderhospiz Mitteldeutschland Nordhausen, zu deren Gunsten er Benefizkonzerte im September 2006 und im August 2010 gab. Seinem Sohn Brian widmete er das Album Handmade.
Chris Norman lebt mit seiner Frau Linda und den verbliebenen vier Kindern auf der Isle of Man.

## Diskografie

### Als Solokünstler
Studioalben

| Jahr | Titel                    | Höchstplatzierung, Gesamtwochen/‑monate, AuszeichnungChartplatzierungen (Jahr, Titel, Platzierungen, Wochen/Monate, Auszeichnungen, Anmerkungen) | Höchstplatzierung, Gesamtwochen/‑monate, AuszeichnungChartplatzierungen (Jahr, Titel, Platzierungen, Wochen/Monate, Auszeichnungen, Anmerkungen) | Höchstplatzierung, Gesamtwochen/‑monate, AuszeichnungChartplatzierungen (Jahr, Titel, Platzierungen, Wochen/Monate, Auszeichnungen, Anmerkungen) | Höchstplatzierung, Gesamtwochen/‑monate, AuszeichnungChartplatzierungen (Jahr, Titel, Platzierungen, Wochen/Monate, Auszeichnungen, Anmerkungen) | Höchstplatzierung, Gesamtwochen/‑monate, AuszeichnungChartplatzierungen (Jahr, Titel, Platzierungen, Wochen/Monate, Auszeichnungen, Anmerkungen) | Anmerkungen                                                    |
| Jahr | Titel                    | DE | AT | CH | UK | US | Anmerkungen                                                    |
| ---- | ------------------------ | --- | --- | --- | --- | --- | -------------------------------------------------------------- |
| 1982 | Rock Away Your Teardrops | — | — | — | — | — | Erstveröffentlichung: September 1982                           |
| 1986 | Some Hearts Are Diamonds | DE14 (11 Wo.)DE | AT22 (1 Mt.)AT | CH9 (5 Wo.)CH | — | — | Erstveröffentlichung: Oktober 1986                             |
| 1987 | Different Shades         | — | — | — | — | — | Erstveröffentlichung: 1987                                     |
| 1989 | Break the Ice            | — | — | — | — | — | Erstveröffentlichung: 1989                                     |
| 1991 | Interchange              | — | — | — | — | — | Erstveröffentlichung: November 1991                            |
| 1992 | The Growing Years        | — | — | — | — | — | Erstveröffentlichung: Dezember 1992                            |
| 1994 | The Album                | — | — | — | — | — | Erstveröffentlichung: 24. Mai 1994                             |
| 1995 | Reflections              | — | — | — | — | — | Erstveröffentlichung: September 1995                           |
| 1997 | Into the Night           | — | — | — | — | — | Erstveröffentlichung: 2. Juni 1997                             |
| 1997 | Christmas Together       | — | — | — | — | — | Erstveröffentlichung: 1. Dezember 1997 mit Riga Dom Boys Choir |
| 2000 | Full Circle              | DE32 (5 Wo.)DE | — | — | — | — | Erstveröffentlichung: Februar 2000                             |
| 2001 | Breathe Me In            | — | — | — | — | — | Erstveröffentlichung: 15. Oktober 2001                         |
| 2003 | Handmade                 | — | — | — | — | — | Erstveröffentlichung: 14. Juli 2003                            |
| 2004 | Break Away               | DE27 (3 Wo.)DE | AT52 (2 Wo.)AT | CH76 (1 Wo.)CH | — | — | Erstveröffentlichung: 3. Mai 2004                              |
| 2006 | Million Miles            | DE63 (1 Wo.)DE | — | — | — | — | Erstveröffentlichung: 13. Januar 2006                          |
| 2007 | Close Up                 | DE94 (1 Wo.)DE | — | — | — | — | Erstveröffentlichung: 5. Oktober 2007                          |
| 2011 | Time Traveller           | DE96 (2 Wo.)DE | — | — | — | — | Erstveröffentlichung: 7. Februar 2011                          |
| 2013 | There and Back           | DE62 (1 Wo.)DE | — | — | — | — | Erstveröffentlichung: 13. September 2013                       |
| 2015 | Crossover                | DE56 (3 Wo.)DE | — | — | — | — | Erstveröffentlichung: 18. September 2015                       |
| 2017 | Don’t Knock the Rock     | DE61 (1 Wo.)DE | — | — | — | — | Erstveröffentlichung: 15. September 2017                       |
| 2021 | Just a Man               | DE76 (1 Wo.)DE | — | — | — | — | Erstveröffentlichung: 10. Dezember 2021                        |
| 2022 | Rediscovered Love Songs  | DE65 (1 Wo.)DE | — | — | — | — | Erstveröffentlichung: 4. November 2022                         |
| 2024 | Junction 55              | DE46 (1 Wo.)DE | — | — | — | — | Erstveröffentlichung: 9. Februar 2024                          |

grau schraffiert: keine Chartdaten aus diesem Jahr verfügbar